# Game of Death II
Game of Death II (också känd som Tower of Death) är en film från 1981 och uppföljare till filmen Game of Death från 1978. Filmens originaltitel är Si wang ta.

## Skådespelare
- Bruce Lee (Arkivbilder) som Billy Lo
- Kim Tai Chung som Billy Lo som ersättare till Bruce Lee
- Hwang Jang Lee (också känd som Wong Ching Lei) som Chin Ku
- Roy Horan som Lewis
- Roy Chiao som munk
- Ho Lee Yan som gammal man
- Casanova Wong som koreansk kampsportsmästare